# قائمة مناطق روسيا
المقاطعات الفدرالية (الروسية: федера́льные округа́) هي عبارة عن تجمع كيانات روسيا الاتحادية. لم تذكر المقاطعات الفيدرالية في دستور الدولة، وليس لها اختصاصات خاصة بها ولا تدير الشؤون الإقليمية. وهي موجودة فقط لمراقبة التعاون بين الهيئات القانونية الفيدرالية والإقليمية ولضمان الرقابة الحكومية على الخدمة المدنية والقضاء والوكالات الفيدرالية العاملة في المناطق.

## قائمة المقاطعات الفيدرالية
| المنطقة | المنطقة      | تاريخ التأسيس | المساحة (كم2) | تعداد 2010 | تعداد 2010 | 2017  | الناتج المحلي الإجمالي 2017    | الناتج المحلي الإجمالي 2017 | عدد الأقاليم التي في المنطقة | المركز الإداري       |
| المنطقة | المنطقة      | تاريخ التأسيس | المساحة (كم2) | عدد السكان | لكل كم2    | 2017  | روبل (الدولار)                 | للفرد                       | عدد الأقاليم التي في المنطقة | المركز الإداري       |
| ------- | ------------ | ------------- | ------------- | ---------- | ---------- | ----- | ------------------------------ | --------------------------- | ---------------------------- | -------------------- |
|         | مركزية       | 18 مايو 2000  | 650,200       | 38,438,600 | 59.1       | 0.838 | 26,164 مليار (448 مليار دولار) | 666,426 ₽ (11423 دولار)     | 18                           | موسكو                |
|         | شمالية غربية | 18 مايو 2000  | 1,687,000     | 13,583,800 | 8.1        | 0.827 | 8,195 مليار (140 مليار دولار)  | 588,507 ₽ (10087 دولار)     | 11                           | سانت بطرسبرغ         |
|         | جنوبية       | 18 مايو 2000  | 427,800       | 16,141,100 | 37.7       | 0.793 | 5,362 مليار (92 مليار دولار)   | 326,244 ₽ (5592 دولار)      | 8                            | روستوف على نهر الدون |
|         | شمال القوقاز | 19 يناير 2010 | 170,400       | 9,496,800  | 55.7       | 0.785 | 1,865 مليار (32 مليار دولار)   | 190,285 ₽ (3261 دولار)      | 7                            | بياتيغورسك           |
|         | الفولجا      | 18 مايو 2000  | 1,037,000     | 29,900,400 | 28.8       | 0.797 | 11,027 مليار (164 مليار دولار) | 372,654 ₽ (6387 دولار)      | 14                           | نيجني نوفغورود       |
|         | أورالية      | 18 مايو 2000  | 1,818,500     | 12,082,700 | 6.6        | 0.833 | 10,678 مليار (183 مليار دولار) | 864,540 ₽ (14818 دولار)     | 6                            | يكاترينبورغ          |
|         | سيبيرية      | 18 مايو 2000  | 4,361,800     | 17,178,298 | 3.9        | 0.788 | 7,758 مليار (116 مليار دولار)  | 401,809 ₽ (6887 دولار)      | 10                           | نوفوسيبيرسك          |
|         | الشرق الأقصى | 18 مايو 2000  | 6,952,600     | 8,371,257  | 1.2        | 0.801 | 3,878 مليار (66 مليار دولار)   | 628,172 ₽ (10767 دولار)     | 11                           | فلاديفوستوك          |

المصدر:
1. ↑  تشمل شبه جزيرة القرم التي ضمتها روسيا عام 2014؛ معترف بها كجزء من أوكرانيا من قبل معظم المجتمع الدولي.
2. ↑  أرقام السكان من تعداد القرم في عام 2014.[7] ضمت روسيا شبه جزيرة القرم في عام 2014، بعد الإحصاء الروسي لعام 2010.

## التاريخ
أنشئت مناطق فدرالية للاتحاد الروسي وفقا للمرسوم الرئاسي الذي أصدره الرئيس الروسي فلاديمير بوتين، تحت رقم 849 والذي ينص على «وجود المفوض لرئيس الاتحاد الروسي في المناطق الفيدرالية»، وذلك بتاريخ 13 مايو 2000. المناطق الفدرالية الروسية ليست بتقسيمات إدارية أوأقاليم مستقلة، وإنما خلقت قياسا على المناطق العسكرية والمناطق الاقتصادية الروسية.
في 19 يناير 2010، انقسمت منطقة شمال القوقاز الفيدرالية عن المنطقة الفيدرالية الجنوبية.
في مارس 2014 بعد ضم شبه جزيرة القرم أنشئت منطقة القرم الفيدرالية. شرعية هذا الضم متنازع عليها من قبل الغالبية العظمى من الدول. في 28 يوليو 2016، ألغيت منطقة القرم الفيدرالية ودمجها في المنطقة الفيدرالية الجنوبية من أجل تحسين الحكم.
في نوفمبر 2018 نقلت بورياتيا وكراي عبر البايكال من منطقة سيبيريا الفيدرالية إلى منطقة الشرق الأقصى الفيدرالية وفقًا لمرسوم صادر عن بوتين. نقل المركز الإداري لمنطقة الشرق الأقصى الفيدرالية من خاباروفسك إلى فلاديفوستوك في ديسمبر 2018.

## المبعوثون الرئاسيون
- منطقة فيدرالية مركزية
  - إيغور شيوجوليف (منذ 26 يونيو 2018)[15]
- منطقة فيدرالية جنوبية
  - فلاديمير أوستينوف (منذ 12 مايو 2008)
- منطقة فيدرالية شمالية غربية
  - ألكسندر جوتسان (منذ 7 نوفمبر 2018)[16]
- منطقة الشرق الأقصى الفيدرالية
  - يوري تروتنيف (منذ 31 أغسطس 2013)[17]
- منطقة فيدرالية سيبيرية
  - أناتولي سيريشيف (منذ 12 أكتوبر 2021)[18]
- منطقة فيدرالية أورالية
  - نيكولاي تسوكانوف (منذ 26 يونيو 2018)[15]
- منطقة الفولجا الفيدرالية
  - إيغور كوماروف (منذ 7 سبتمبر 2018)
- منطقة شمال القوقاز الفيدرالية
  - يوري تشايكا (منذ 22 يناير 2020)[15]

## روابط خارجية
- Wilson Center article on Russia's federal districts